# Zjednoczony Kościół Metodystyczny w Liberii
Zjednoczony Kościół Metodystyczny w Liberii (ang. United Methodist Church in Liberia) – Kościół wchodzący w skład ogólnoświatowego Zjednoczonego Kościoła Metodystycznego w Liberii. Został zapoczątkowany w 1833 roku przez wyzwolonych afroamerykańskich niewolników, którzy z USA wrócili do Afryki. Według danych Operation World z 2010 roku liczy 170 tysięcy wiernych, co czyni go największym Kościołem protestanckim w kraju. Jest członkiem Rady Kościołów Liberii i Ogólnoafrykańskiej Konferencji Kościołów. 
Kościół prowadzi szkoły, w tym uniwersytet, siedem szkół ponadgimnazjalnych, dziewięć gimnazjów i dwadzieścia jeden szkół podstawowych. Zapewnia również dotacje dla 80 innych szkół prowadzonych przez lokalne zgromadzenia zjednoczonych metodystów. Prowadzi szpital w Ganta i siedem przychodni lekarskich. Zjednoczony Kościół Metodystyczny współpracuje z Kościołem Luterańskim przy Projekcie Szpitala Phebe w hrabstwie Bong.